# بيل إنجليش (ممثل)
بيل إنجليش (بالإنجليزية: William English)‏ (8 أبريل 1980) ممثل أمريكي بدأ مسيرته الفنية عام 2007.

## عن حياته
ولد بيل في قرية صغيرة خارج روتشستر، نيويورك ولقد تخرج من كلية ولاية كارولينا الشمالية للفنون.

## روابط خارجية
- بيل إنجليش على موقع IMDb (الإنجليزية)
- بيل إنجليش على موقع أول موفي (الإنجليزية)
- بيل إنجليش على موقع قاعدة بيانات برودواي على الإنترنت (الإنجليزية)
- بيل إنجليش على موقع قاعدة بيانات الفيلم (الإنجليزية)